# كانوما (توتشيغي)
مدينة كانوما (بالإنجليزية: Kanuma)‏ هي أحد المدن التابعة لمحافظة توتشيغي. تأسست رسميًا في 10/10/1948. ويقدر عدد سكانها بـ 103690 نسمة حسب تقدير مكتب الإحصاء الياباني لعام 2012. تبلغ مساحة كانوما 490.62 كم2. بكثافة سكانية تبلغ 211 نسمة/كم2.

## أعلام
- هيساشي كوروساكي
- توشيو كاتو
- ساياكا هيرانو